# La Montagna di luce (romanzo 1902)
La Montagna di luce è un romanzo di Emilio Salgari del 1902, inizialmente pubblicato in dispense e poi in volume dall'editore Donath con illustrazioni di Gennaro Amato.

## Trama
Indri Sagar, ministro e favorito del maharajah di Baroda, avendo aiutato involontariamente un paria, cade in disgrazia. Per riacquistare la propria posizione dovrà trafugare "la Montagna di luce", un diamante bellissimo e ammirato in tutta l'India, pietra ispirata al celebre Koh-i-Noor. Essendo un'impresa quasi impossibile, Indri chiede aiuto a Toby Randal, un inglese, suo amico e cacciatore provetto. Dhundia, losco e infido compagno di viaggio, si rivela ben presto l'anima dannata di Parvati, ministro della corte di Baroda. Pur di ostacolare l'ex favorito del maharajah, i due non esiteranno ad allearsi a Sitama, perfido bramino al comando di una banda di dacoiti. Pericoli, difficoltà e tradimenti non fermeranno i due amici che, in possesso del favoloso diamante, riusciranno a ottenere piena giustizia.